# Tenango del Valle
Tenango del Valle est une municipalité de l’État de Mexico au centre du Mexique.